# Varvara Subbotina
Varvara Subbotina –en ruso, Варвара Субботина– (21 de marzo de 2001) es una deportista rusa que compite en natación sincronizada. Ganó dos medallas de oro en el Campeonato Mundial de Natación de 2019, y tres medallas de oro en el Campeonato Europeo de Natación, en los años 2018 y 2021.

## Palmarés internacional
| Campeonato Mundial | Campeonato Mundial      | Campeonato Mundial | Campeonato Mundial |
| Año                | Lugar                   | Medalla            | Prueba             |
| ------------------ | ----------------------- | ------------------ | ------------------ |
| 2019               | Gwangju (Corea del Sur) | Medalla de oro     | Equipo libre       |
| 2019               | Gwangju (Corea del Sur) | Medalla de oro     | Combinación libre  |
| Campeonato Europeo |                         |                    |                    |
| Año                | Lugar                   | Medalla            | Prueba             |
| 2018               | Glasgow (Reino Unido)   | Medalla de oro     | Dúo técnico        |
| 2018               | Glasgow (Reino Unido)   | Medalla de oro     | Dúo libre          |
| 2021               | Budapest (Hungría)      | Medalla de oro     | Solo libre         |